# Brand Nubian
Brand Nubian ist eine US-amerikanische Hip-Hop-Gruppe aus New Rochelle, New York.

## Bandgeschichte
Die Gruppe wurde 1989 von Grand Puba, Sadat X, DJ Alamo und Lord Jamar gegründet und von Elektra Records unter Vertrag genommen. Ein Jahr später erschien das erste Album, One for All.
Da Brand Nubian in vielen Aussagen der Five Percent Nation folgten, wurde das erste Album oft als rassistisch kritisiert.
Kurz nach der Veröffentlichung des Albums verließen Grand Puba und DJ Alamo wegen Streitigkeiten die Gruppe. Die verbliebenen Mitglieder arbeiten mit DJ Sincere weiter und 1993 erschien in dieser Besetzung das zweite Album, In God We Trust. Auch diese Platte erhielt gemischte Kritiken, da einige Texte als schwulenfeindlich und auch pro-islamisch wahrgenommen wurden.
Das dritte, 1994 erschienene Album Everything Is Everything, wurde in der Ur-Besetzung aufgenommen, die Gruppe trennte sich jedoch wieder und die Mitglieder gingen Soloprojekten nach. Im Jahr 1998 kam es zu einer weiteren Vereinigung und das Album Foundation erschien.
Anschließend trennte sich Brand Nubian erneut, bis 2004 das Album Fire in the Hole erschien. Im Jahr 2007 kam das Album Time’s Runnin’ Out heraus, das aber weitgehend älteres, zuvor unveröffentlichtes Material enthielt.

## Trivia
Der Titel Brand Nubian wurde im  PlayStation-2-Spiel Grand Theft Auto: San Andreas verwendet und All for One im PlayStation-3-Spiel Grand Theft Auto IV

## Diskografie

### Alben
- 1990: One for All
- 1993: In God We Trust
- 1994: Everything Is Everything
- 1998: Foundation
- 2004: Fire in the Hole
- 2007: Time's Runnin’ Out

### Singles
- 1990: Wake Up
- 1991: One for All
- 1991: Slowdown
- 1992: Punks Jump Up to Get Beat Down
- 1993: Love Me or Leave Me Alone
- 1993: Allah U Akbar
- 1994: Word Is Bond
- 1994: Hold On
- 1996: Brand Nubian
- 1997: A Child Is Born
- 1998: Don’t Let It Go to Your Head
- 2000: Rockin’ It
- 2003: Walking on a Cloud
- 2004: Who Wanna Be a Star?
- 2004: Young Son/Still Livin in the...